# Jean Vauquelin
Pour les articles homonymes, voir Vauquelin.
Jean Vauquelin, né en février 1728 à Dieppe et mort le 10 novembre 1772 à Rochefort, est un officier de marine français, célèbre pour sa bravoure.

## Biographie

### Origines et jeunesse
Jean Vauquelin nait en février 1728 à Dieppe, il est le fils d'un capitaine de la marine marchande. Ayant commencé à naviguer très jeune avec son père, il sert en qualité d'officier sur une frégate armée en course pendant la guerre de Succession d'Autriche. Devenu à son tour capitaine dans la marine marchande vers 1750, il effectue 21 campagnes avant d'être recruté, au début de la guerre de Sept Ans, par le commandant de la marine au Havre pour servir comme officier bleu. 

### Carrière militaire
Il reçoit, le 26 avril 1757, le commandement de la frégate Tourterelle et entre dans la Marine royale, en février 1758, comme lieutenant de frégate : il se voit aussitôt confier le commandement de la Pèlerine, une frégate de 30 canons récemment achetée par le roi à un armateur du Havre et rebaptisée Aréthuse.

## Nouvelle-France
Envoyé à l'île Royale (aujourd'hui île du Cap-Breton), il réussit à entrer dans le port de Louisbourg, le 9 juin, malgré le blocus d'Edward Boscawen, et prend une part très active à la défense de la place. En juillet de la même année, il réussit à forcer une seconde fois le blocus anglais et parvient sans encombre en Europe après une traversée très rapide : cette brillante campagne vaut à Vauquelin une lettre de félicitations du ministre. Revenu au Canada l'année suivante à bord de la frégate royale l'Atalante dont il avait reçu le commandement: il était l'officier supérieur de la Marine royale à Québec. Sa mission avait été convenue  au conseil de guerre en mai 1759, approuvé par Lévis et par le Géneral Montcalm dans l'ordre de bataille du 10 juin; il doit commander deux frégates, l'Atalante et la Pomone stationnées à l'anse des Mères afin d'empêcher tous bateaux sondant la profondeur du  fleuve ou les navires de guerre de passer en amont de Québec. En 1758, Vauquelin avait utilisé la même tactique à Louisbourg avec l'Aréthuse (1757), se servant de ses canons pour ralentir les artilleurs anglais qui creusaient des tranchées et installaient des canons vers la forteresse. Lévis précise dans son ordre de bataille que Vauquelin est commandant de la rade (port) et qu'il a 400 marins et 14 officiers pour les 2 frégates ; il aura la direction de tous les bâtiments et il donnera des ordres à tous ce qui concerne la petite marine de Québec. Le détroit est difficile à remonter pour les Anglais, car il faut une marée favorable, de nuit, ainsi qu'un vent du nord-est; ils doivent également passer les canons de la ville pointés vers le fleuve. Montcalm confirme les défenses navales et côtières dans une lettre à Bourlamarque le 5 juin.

## Intervention de Vaudreuil
Mais Pierre de Rigaud de Vaudreuil, qui est très souvent en conflit avec les officiers français  émet un contre-ordre le 21 juin pour retirer les frégates et les envoyer en amont près de  Deschambault. Le commandant d'artillerie Montbeillard est furieux; Vaudreuil a décidé de sa propre initiative d'enlever les deux frégates du Roy. Il n'y a pas de batteries de canons sur la rive nord pour protéger l'amont de Québec sauf les 12 canonnières (Jacobites), conçues par Louis-Thomas Jacquot, 6 péniches avec 1 canon chacune et une batterie flottante de 12 canons pour couvrir l'amont et l'aval de Québec. Les 2 frégates d'une trentaine de canons chacune, formaient un formidable obstacle en amont de la ville. Montcalm  inscrit dans son journal le même jour: le marquis de Vaudreuil a décidé de désarmer les deux frégates et d'envoyer les équipages opérer les canons dans la ville. Il y a maintenant 8 navires désarmés qui ne servent plus à la défense de Québec. Ce fut une erreur monumentale de Vaudreuil, qu'il essaiera de corriger le 26 août avec Cadet, sans succès.
Pourtant, les autorités de Versailles avaient autorisé Montcalm : « Sa Majesté laisse à votre disposition les deux frégates qu'elle vous fait passer, vous pourrez les employer à défendre les approches de Québec(...) de même que les sieurs Levasseur et Pellegrin pour laquelle ils ont des talents et des connaissances de même que le sieur Vauquelin, qui doit commander une des frégates et qui a déjà donné ses preuves à Louisbourg de sa bravoure et de son intelligence ». Mais Vaudreuil contrecarrait souvent les ordres des officiers français que ce soit Montcalm, Lévis, Bourlamaque, Sénezergues Bougainville; peu importe leur rang et leurs relations personnelles avec lui. Il écoutait plus son entourage que les Français et Vauquelin fut déçu de sa froideur envers lui.

## Passage de vaisseaux anglais en amont de Québec
Cette décision facilitera le passage, sous le feu des batteries de la basse-ville le 17 juillet, des barges britanniques, de goélettes et de la frégate de 50 canons Sutherland tandis que la frégate Diana (32 canons) s'échouera sur la rive sud et sera bombardée par les petits bateaux français même si deux vaisseaux anglais la protège: très endommagée, elle sera remorquée à Boston . Pour se dégager, 25 canons furent balancés par-dessus bord . Jean-Daniel Dumas et 600 hommes se rendent alors à l'anse des Mères.
Grâce aux vaisseaux anglais, Wolfe peut effectuer lui-même la reconnaissance de la rive nord du Saint-Laurent, à l'ouest de Québec. Le lendemain, il se rend un peu plus à l'ouest aux abords de la rivière Chaudière, pour étudier la rive nord entre Sillery et Cap-Rouge; mais Wolfe vise encore Beauport qu'il attaquera sans succès le 31 juillet. La nuit du 11 au 12 août, 6 vaisseaux anglais tente également de passer en haut de Québec mais échouent; une seule goélette réussit. Le front à défendre s'étend désormais de plusieurs dizaines de km en amont de Québec; au total 80 km des chutes Montmorency à Deschambault où sont situés les entrepôts de l'armée.
Pendant ce temps, Vauquelin participe aux diverses opérations en marge du siège de Québec. Mais pendant l'épisode des brûlots, les pires matelots furent utilisés, selon le chevalier de La Pause, et les brûlots furent allumées à plusieurs km de la flotte anglaise. Un plan pour aborder la frégate anglaise de 50 canons en amont de Québec échoua; le capitaine de la flotte engagée par Joseph-Michel Cadet, le corsaire Jacques Kanon, fut choisi par Vaudreuil pour l'opération et refusa d'être sous le commandement de Vauquelin. Il semble avoir agi à quelque reprise de façon à faire échouer certaines opérations contre les Anglais et en 1760, il refusa de conduire un nouveau convoi vers la Nouvelle-France, ses intérêts étaient uniquement pécuniaires.
Le 26 août, Cadet passa en revue environ 600 matelots, dans une cinquantaine de bateaux qui partaient de la Rivière Saint-Charles sous le regard des Anglais qui les observent et leur tirèrent quelques boulets de canon. La mission était de remonter en amont de Québec pour tenter de réarmer quelques frégates pour tenter une attaque contre les navires anglais. Une frégate l'Aimable-Nanon ou Manon (24 canons) fit naufrage à Deschaillons le 29 août.
Probablement alarmés par le mouvement des navires français, le 28 août la frégate Lowestoft (28), le sloop armé Hunter (14) et quelques goélettes vinrent renforcer les navires anglais qui étaient déjà en amont de Québec bloquant désormais le fleuve en haut de la ville; le contre-amiral Charles Holmes prend le commandement de l'escadre. Le 31 août la frégate Seahorse (20) et 4 transports de troupes et de matériel passent également en haut de la ville; il y a désormais environ 16 vaisseaux anglais en amont de Québec. Les nouveaux plans de débarquements des amiraux et des brigadiers anglais suggérés à Wolfe seront désormais orientés en amont de la ville.

## Printemps 1760
Au printemps suivant, Vauquelin réarme ses navires pour amener les soldats et l'équipement pour participer à la bataille de Sainte-Foy qui assure une victoire aux Français. En avril-mai 1760, alors qu'il tente d'aider le chevalier de Lévis à reprendre la ville, il est poursuivi par une division anglaise, il doit s'échouer et incendier sa frégate lors de la bataille de Neuville. Il est fait prisonnier par les Anglais le 16 mai à Pointe-aux-Trembles (Neuville). Rapidement libéré, il peut rentrer en France et, grâce à ses états de service, il est promu au grade de capitaine de brûlot en pied en novembre 1761, puis lieutenant de vaisseau en octobre 1764. Il commande la Bricole en 1764 et la Coulisse l'année suivante.

### Expéditions dans l'océan Indien
En 1764, Vauquelin effectue une mission de transport vers la Guyane. Puis, en avril 1767, une longue campagne dans l'océan Indien aux commandes de la Garonne. Il appuie une tentative de colonisation à Madagascar. Il fait ensuite des voyages de traite de Noirs et de bétail entre l'île de France, le Mozambique et Madagascar, qui donnent lieu à des conflits avec Pierre Poivre, intendant de l'île Bourbon. On l'accuse de commerce illicite et, à son retour en France en décembre 1769, un ordre du roi prescrit son internement pour trois mois au château du Taureau, dans la baie de Morlaix. Comme sa santé ne pouvait supporter ce séjour, il est transféré à Nantes, puis libéré le 1er mai 1770. Les soupçons portés contre lui se révèlent sans doute peu fondés puisqu'il reçoit, le 10 août 1772, le commandement du Faune, envoyé dans l'océan Indien. 
Sa santé en est cependant gravement altérée, il tombe malade et meurt à Rochefort trois mois plus tard. Certains prétendent qu'il a été assassiné.

## Hommages et postérité
- Il a donné son nom à la place Vauquelin à Montréal.
- À Dieppe, une rue porte le nom de Vauquelin. En 1930, la statue de Vauquelin, réalisée par le sculpteur dieppois Eugène Bénet est placée sur l'esplanade nord, face à la mer.
- Un contre-torpilleur de la marine nationale française a porté le nom de Vauquelin de 1933 à 1942.
- Un escorteur d'escadre de la marine nationale française a porté le nom de Vauquelin de 1955 à 1986.
- Une rue longeant le fleuve Saint-Laurent et un club nautique portent son nom à Neuville[12].
- L'avenue Vauquelin, à Sillery, dans la ville de Québec, a été baptisée en son nom.
- Il fait partie de l'inventaire du patrimoine culturel du Québec[13].
- Le boulevard Vauquelin, dans la ville de Longueuil, a été baptisé en son nom.